# Сент-Андре, Филипп
Филипп Сент-Андре (фр. Philippe Georges Saint-André, род. 19 апреля 1967 года) — французский регбист и регбийный тренер. Будучи игроком, выступал на позиции винга. Большую часть игровой карьеры провёл во французской команде «Клермон Овернь». Сент-Андре представлял сборную Франции в 69 международных встречах; играл на чемпионате мира 1995, где был капитаном национальной команды.

## Карьера

### Тренерская
Начал тренировать ещё будучи игроком английского клуба «Глостер». Затем был тренером в клубах «Бургуэн-Жальё», «Сейл Шаркс» и «Тулон». В 2012 году возглавил сборную Франции, с которой выступал на чемпионате мира 2015, где команда выступила неудачно. В 2021 года снова начал тренировать в клубе «Монпелье». 